# アイコトバ (TRIPLANEの曲)
「アイコトバ」（あいことば）は、日本の歌手TRIPLANEの9枚目のシングルである。2008年12月3日発売。発売元はtearbridge records。

## 概要
前作から6ヶ月ぶりとなるシングル。C/W曲「イチョウ並木」はアマチュア時代からの曲であり、歌詞はその頃のままである。
DVD付初回限定盤と通常盤の2形態で発売。

## 収録曲
全作詞・作曲：江畑兵衛　編曲：TRIPLANE・笹路正徳

### CD
1. アイコトバ（3:57）[1][2]
2. イチョウ並木（4:42）[1][2]

### 初回限定盤DVD
1. アイコトバ (MV)[1]
2. 3.29 東京・赤坂BLITZ ドキュメンタリー映像 @ワンマン LIVE TOUR 2009"君に咲くうた"[1]

## タイアップ
- アイコトバ：ダイドーデミダスコーヒー　TV-CMソング